# Grabovac (Knić)
Grabovac (em cirílico: Грабовац) é uma vila da Sérvia localizada no município de Knić, pertencente ao distrito de Šumadija, na região de Šumadija e Gruža. A sua população era de 787 habitantes segundo o censo de 2011.

## Demografia
| 1948 | 1953 | 1961 | 1971 | 1981 | 1991 | 2002 | 2011 |
| ---- | ---- | ---- | ---- | ---- | ---- | ---- | ---- |
| 559  | 550  | 556  | 638  | 718  | 748  | 760  | 787  |